# لیموناد نعنا

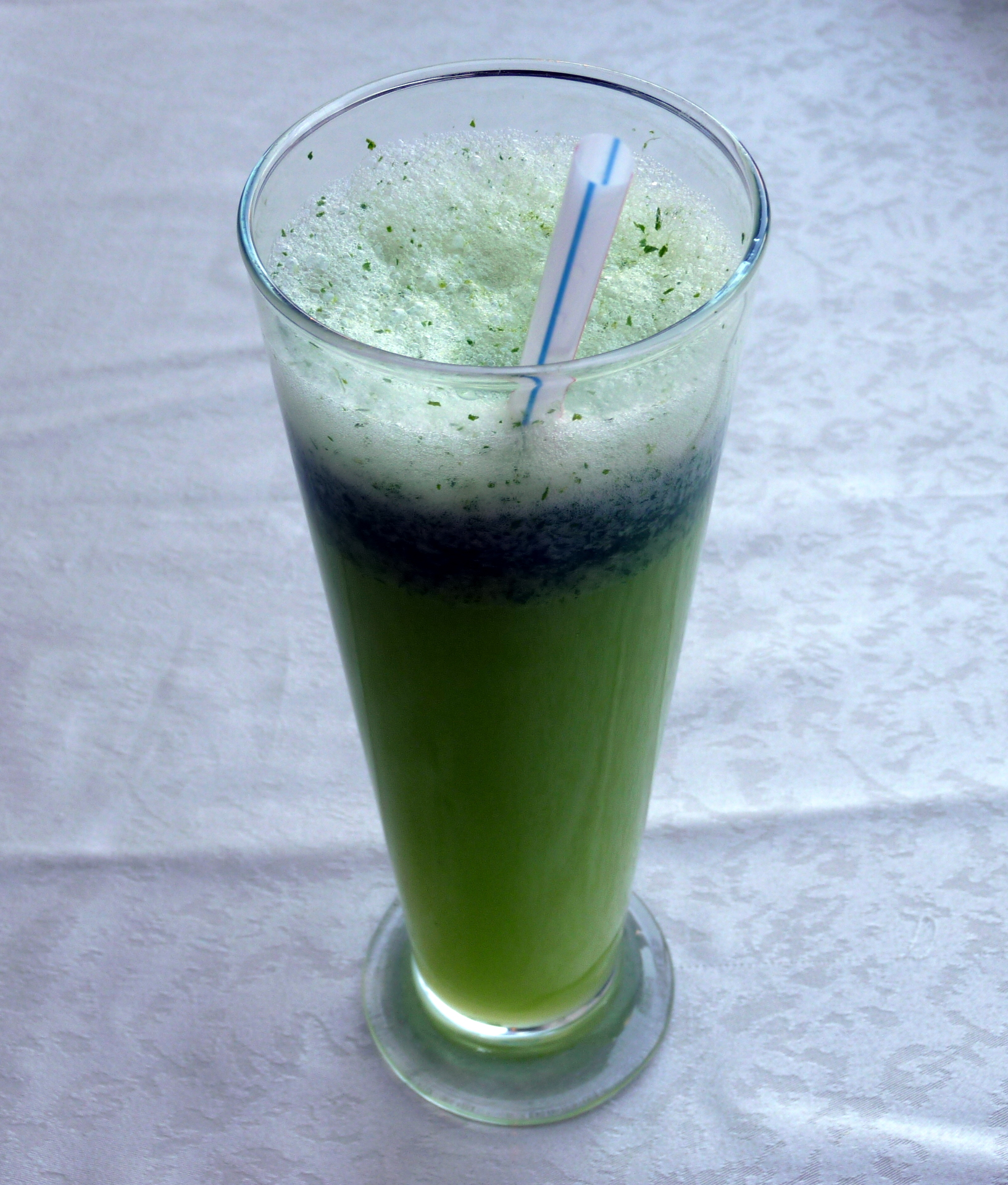
لیموناد نعنا

لیموناد نعنا (عبری: לימונענע‎; عربی: ليمون نعناع) نوشیدنی بسیار محبوب در اسرائیل و مناطق فلسطینی و کشورهای عرب زبان مثل و مصر و اردن و سوریه است.
این نوشیدنی از آب تازه لیمو و برگ های نعنا درست می شود.